# Вульдетрада
Вульдетра́да (Вальдра́да; лангобард. Waldrada, франкск. Wuldethrada; ок. 530 — 570) — королева франков по браку с Теодебальдом и Хлотарем I, герцогиня баваров по браку с Гарибальдом I.

## Биография
Вульдетрада — младшая дочь короля лангобардов Вахо из династии Летингов и его второй жены Аустригузы, дочери короля гепидов Гелемунда. Её старшей сестрой была Визигарда.
В 552 или 554 году Вульдетрада была выдана королём Аудоином замуж за короля Австразии Теодебальда. Брак Вульдетрады должен был укрепить союз между лангобардами и франками, что в свете военных действий, в это время ведшихся франками против византийцев в Италии, могло поставить под сомнение статус лангобардов как союзников императора Юстиниана I.
После смерти короля Теодебальда в 555 году его королевство было захвачено королём Хлотарем I, который взял Вульдетраду себе в жёны, но вскоре под давлением епископов Хлотарь I был вынужден оставить Вульдетраду. Он отдал её в жёны своему приближённому, герцогу Баварии Гарибальду I из династии Агилольфингов.
Позднее Теоделинда, дочь Вульдетрады и Гарибальда I, благодаря браку с королём Аутари стала королевой лангобардов.